# Худяков, Владимир Корнеевич
Владимир Корнеевич Худяков (1832—1908) — генерал-лейтенант, участник русско-турецкой войны 1877—1878 гг.

## Биография
Родился 10 января 1832 года, происходил из дворян Киевской губернии.
Образование получил во 2-м кадетском корпусе, по окончании которого в 1849 г. произведён в прапорщики и назначен в войска на Кавказе. В составе отряда князя Бебутова принимал участие в Восточной войне и за участие во взятии Карса награждён орденом св. Анны 4-й степени и в 1856 г. произведён в подпоручики. После Крымской войны продолжал службу в штабе Кавказских войск и неоднократно бывал в походах против горцев, за отличие в кампании 1863 года награждён золотым оружием с надписью «За храбрость» и в следующем году получил чин штабс-капитана, а в 1865 году — капитана.
Произведённый в 1872 году в майоры и в 1876 году в подполковники, Худяков принял участие в русско-турецкой войне и 5 октября 1877 года был награждён орденом св. Георгия 4-й степени
В воздаяние за отличия в делах с Турками при обороне Шипки, от 11 до 15 Августа 1877 года.
Также за отличие произведён в полковники и 12 сентября 1879 года назначен флигель-адъютантом.
После кратковременного отсутствия в действующих войсках, связанного с излечения от ранения, полученного на Шипкинском перевале, Худяков был назначен командиром 16-го стрелкового батальона, которым командовал до 1884 года.
С 1884 года Худяков исправлял должность Орловского уездного воинского начальника, однако в 1887 году вернулся в строевые войска и был назначен командиром 2-го гренадерского Ростовского полка. Произведённый в 1894 году в генерал-майоры Худяков возглавил 1-ю Туркестанскую линейную бригаду, а в 1896 году получил в командование 4-ю стрелковую бригаду и в 1900 году был произведён в генерал-лейтенанты и вышел в отставку, поселился в Одессе.
Среди прочих наград Худяков имел ордена св. Станислава 1-й степени (1896 г.) и св. Анны 1-й степени (1899 г.), св. Георгия 4-й степени, св. Владимира 3, 4 степени (последний с бантом). Медали: серебряная за защиту г. Севастополя и за оборону Шипкинского перевала, в память царствования императоров Николая I и Александра III, светлобронзовые в память войны 1853-56 гг, за усмирение польского мятежа 1863-64 гг., темнобронзовую в память св. Коронования императора Александра III, знак отличия за беспорочную 40-летнию службу. Из иностранных орденов: персидский орден Льва и Солнца 2-й степени, бухарский орден Золотой звезды 1-й степени.
Скончался 8 октября 1908 года в 12-00 часов в Гаграх от застарелой формы эмфиземы легких. Тело доставлено в Одессу пароходом РОПИТ «В. К. Ксения», отпевали в Одесском кафедральном соборе, похоронен на Новом христианском кладбище.